# Piccole suore del Cuore Immacolato di Maria
Le Piccole Suore del Cuore Immacolato di Maria (in polacco Małe Siostry Niepokalanego Serca Maryi, o semplicemente Siostry Honoratki) sono un istituto religioso femminile di diritto pontificio.

## Storia

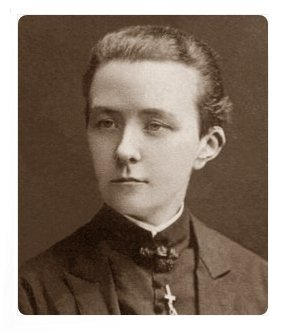
Aniela Godecka-Kostka, cofondatrice della congregazione

La congregazione fu fondata il 4 ottobre 1888 a Varsavia dal frate cappuccino Onorato da Biała con l'aiuto di Aniela Godecka-Kostka.
Le suore osservavano la regola del terz'ordine francescano e si dedicavano al sostegno morale e materiale alle operaie: si diffusero rapidamente nei centri industriali di Varsavia, Łódź, Białystok e Dąbrowa, dove aprirono mense e dormitori femminili.
Accanto alle religiose che conducevano vita comune ne esistevano altre, molto più numerose, che lavoravano nelle fabbriche accanto alle operaie, ma nel 1908 la Santa Sede estinse questo ramo e le suore limitarono il loro apostolato al servizio negli asili per i figli degli operai.
L'istituto, aggregato all'Ordine dei Frati Minori Cappuccini dal 5 luglio 1923, ricevette il pontificio decreto di lode il 1º dicembre 1929 e le sue costituzioni furono approvate definitivamente da papa Pio XI il 5 luglio 1938.

## Attività e diffusione
Le suore si dedicano all'educazione della gioventù in asili, orfanotrofi e scuole professionali e all'assistenza ad anziani e ammalati a domicilio e negli ospedali.
Oltre che in Polonia, le suore sono presenti in Germania, Italia, Lettonia, Lituania, Moldavia, Ucraina. la sede generalizia è a Częstochowa.
Alla fine del 2008 la congregazione contava 274 religiose in 54 case.